# SN 2007ms
SN 2007ms – supernowa typu II-pec odkryta 13 września 2007 roku w galaktyce A203218-0100. W momencie odkrycia miała maksymalną jasność 20,70m.